# Sture Ericsson
Sture Henrik Ericsson (Örebro, 15 januari 1898 - Helsingborg, 30 september 1945) was een Zweedse turner. 
Ericsson won met de Zweedse ploeg olympisch goud in de landenwedstrijd Zweeds systeem tijdens de Olympische Zomerspelen 1920.

## Resultaten

### Olympische Zomerspelen
| Jaar | Plaats    | Resultaten                           |
| ---- | --------- | ------------------------------------ |
| 1920 | Antwerpen | in de landenwedstrijd Zweeds systeem |